# بنجامين ميلر (محامي)
بنجامين ميلر (بالإنجليزية: Benjamin M. Miller)‏ (و. 1864 – 1944 م) هو محامي، وقاضي، وسياسي أمريكي، ولد في أوك هيل، كان عضوًا في الحزب الديمقراطي، توفي في كامدين، عن عمر يناهز 80 عاماً.

## مناصب
تولى منصب حاكم ألاباما ‏ (19 يناير 1931–14 يناير 1935)
.

## التعليم
تعلم في جامعة ألاباما، وتعلم في Erskine College ‏
.